# MusiQ
《musiQ》，日本樂團橘子新樂園（ORANGE RANGE）的第2張錄音室專輯。2004年12月1日發行。

## 簡介
橘子新樂園的第2張錄音室專輯，距離上張《1st CONTACT》約一年。收錄了《路標～a road home～》、《LOCOLOTION》、《Chest》和《花》四首單曲；其中《花》是專輯的先行單曲。四首單曲均取得Oricon單曲榜冠軍，而《花》更是銷量過百萬的大熱歌曲。
曲目《LOCOLOTION》有著作權侵害糾紛。
專輯曲目《以心電信》亦是一首大熱歌曲，手機片段下載超過100萬次，卡拉OK點唱率也很高。
2005年日本專輯銷量冠軍。出貨量超過280萬張，Oricon統計銷量高達260多萬張，是日本歷代專輯第33位。

## 收錄曲目
1. KA·RI·SU·MA
2. Chest（チェスト）
3. LOCOLOTION（ロコローション）
4. 以心電信（以心電信）
5. ZUNG ZUNG FUNKY MUSIC
6. PATY BON MAE（パディ ボン マヘ）
7. City Boy（シティボーイ）
8. 謝謝
9. 男子ing session
10. Beat Ball
11. 路標～a road home～（ミチシルベ～a road home～）
12. 花
13. FULLTHROTTLE
14. 祭男爵
15. papa
16. HUB☆STAR
17. Oh! Yeah
18. SP Thanx
19. JIPANGU 2 JIPANGU（ジパング2ジパング）

## 榮譽
- 第19回日本金唱片大獎流行、搖滾類年度最佳專輯[4]
- MTV日本音樂錄影帶大獎2005年度最佳專輯[5]